# Großsteingrab Lichterfelde
Das Großsteingrab Lichterfelde (auch Moses Grab genannt) war eine megalithische Grabanlage der Jungsteinzeit bei Lichterfelde, einem Ortsteil von Schorfheide im Landkreis Barnim (Brandenburg). Der ursprüngliche Standort der Anlage ist unbekannt, auch über Maße, Ausrichtung und Typ liegen keine Angaben vor. Auch die kulturelle Zuordnung ist unsicher. Bekannt ist lediglich, dass 1925/26 ein Deckstein in Buckow zerschlagen und für ein Kriegerdenkmal in Lichterfelde verwendet wurde.